# Halichoeres melanochir
Halichoeres melanochir là một loài cá biển thuộc chi Halichoeres trong họ Cá bàng chài. Loài này được mô tả lần đầu tiên vào năm 1928.

## Từ nguyên
Từ định danh melanochir được ghép bởi hai âm tiết trong tiếng Hy Lạp cổ đại, mélanos (μέλανος; "đen") và kheír (χείρ; "tay"),  hàm ý đề cập đến đốm đen lớn trên gốc vây ngực của loài cá này.

## Phạm vi phân bố và môi trường sống
H. melanochir được phân bố ở khu vực Đông Nam Á và Papua New Guinea, ngược lên phía bắc đến vùng biển phía nam Nhật Bản, xa về phía nam đến bờ tây và bắc Úc.
Ở Việt Nam, H. melanochir được ghi nhận tại vịnh Hạ Long (Quảng Ninh); cù lao Chàm (Quảng Nam); đảo Lý Sơn (Quảng Ngãi); bờ biển Phú Yên; bờ biển Ninh Thuận; các vịnh ở Khánh Hòa; cù lao Câu và một số đảo đá ngoài khơi Bình Thuận; cũng như tại Côn Đảo.
H. melanochir sống trên rạn san hô viền bờ hay khu vực bờ đá ở độ sâu khoảng 3–30 m.

## Mô tả

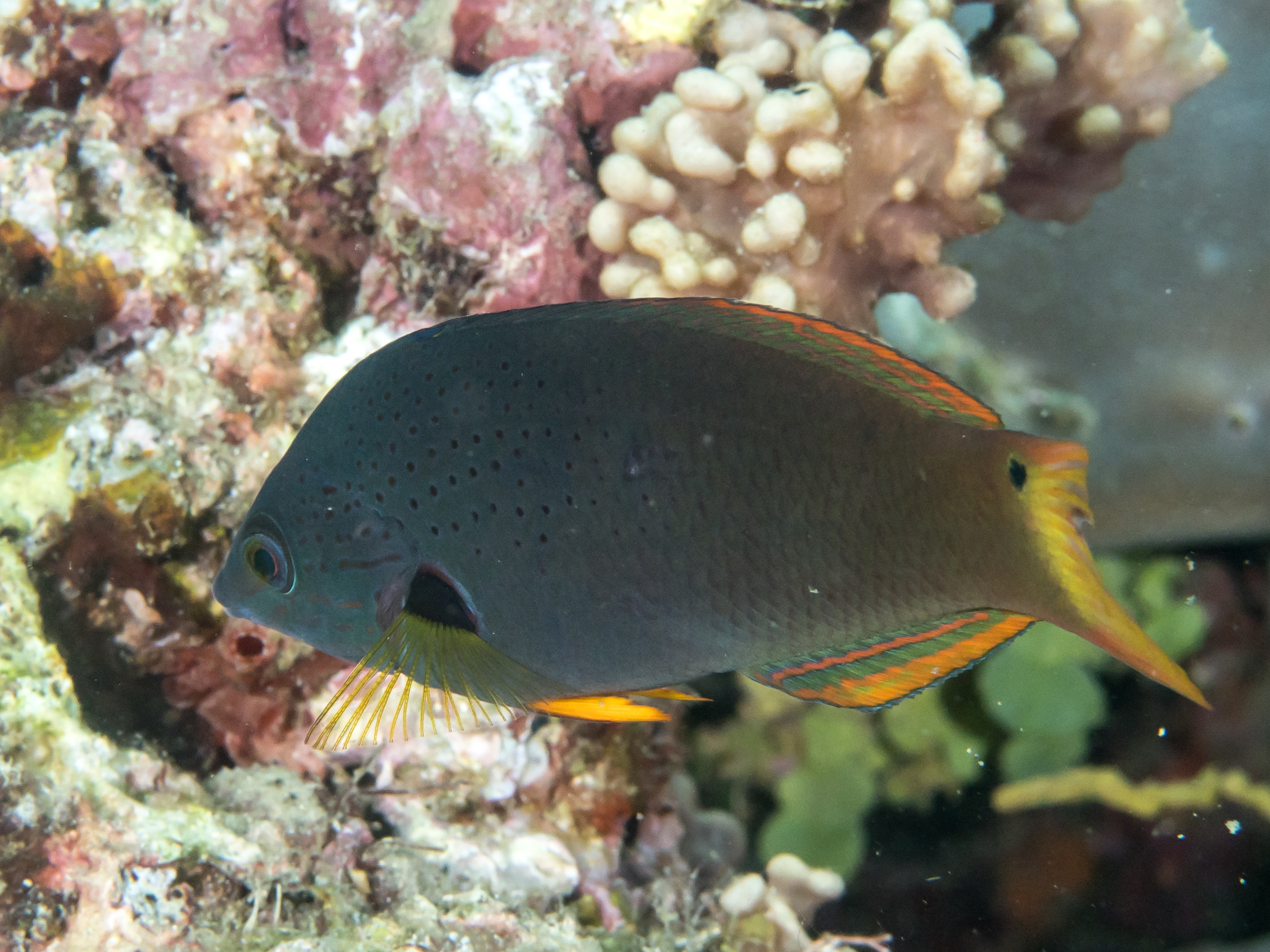
H. melanochir với các vây màu vàng cam

H. melanochir có chiều dài cơ thể lớn nhất được ghi nhận là 18 cm. Cá có màu xanh xám hoặc nâu tím, chuyển thành màu trắng hoặc vàng ở đuôi, lốm đốm nhiều chấm đen trên cơ thể. Có một đốm đen lớn trên gốc vây ngực. Vây bụng màu vàng cam; các vây còn lại có thể có các vệt sọc vàng cam. Cá con có hai đốm đen lớn trên vây lưng (ở giữa và phía sau vây).
Số gai ở vây lưng: 9; Số tia vây ở vây lưng: 12; Số gai ở vây hậu môn: 3; Số tia vây ở vây hậu môn: 12; Số tia vây ở vây ngực: 14; Số gai ở vây bụng: 1; Số tia vây ở vây bụng: 5; Số vảy đường bên: 27.

## Sinh thái học
Thức ăn của H. melanochir có thể bao gồm các loài nhuyễn thể và giáp xác.

## Thương mại
H. melanochir được đánh bắt trong các hoạt động buôn bán cá cảnh nhưng không phổ biến.